# Дубницкий, Даниил Яковлевич
Даниил Яковлевич Дубницкий (род. 2 февраля 1989, Москва) — российский и израильский волейболист, связующий.

## Биография
Родился 2 февраля 1989 года в Москве. 
Волейболом начал заниматься в 2000 году, благодаря своему дедушке волейбольному тренеру Мирону Винеру. 
Занятия волейболом начал в спортивной школе олимпийского резерва № 73.
С 2009 по 2011 годы	 был в волейбольном клубе «Динамо-2» Москва , где был капитан и пасующий .
В октябре 2011 года перед началом встречи с волейбольным клубом Ярославич стало известно, что в игре не сможет принять участие капитан бело-голубых Сергей Гранкин, которого беспокоит небольшая травма. В связи с этим, в заявку «Динамо» был включен связующий второй команды Даниил Дубницкий. Также в заявку на матч не попал и Петер Вереш, которого также беспокоила травма .
В сезоне 2019/2020 года был связующий в израильском волейбольном клубе Элицур-Натан из Ашкелона.
В ранние годы также занимался лёгкой атлетикой (бег на 60 метров, прыжки в длину и прыжки в высоту).
В 2006 году поступил и в 2011 году закончил Московский государственный юридический университет, по специальности «юриспруденция».
Мастер спорта России по волейболу (приказ Минспорта России №59НГ от 23 мая 2008 года).